# Esgrima als Jocs Olímpics d'estiu de 1900 - Floret professional
El floret professional va ser una de les proves d'esgrima disputades als Jocs Olímpics de París de 1900. En ella hi prengueren part 60 tiradors representants de 8 nacions.

## Medallistes
| Or              | Plata                | Bronze                 |
| Lucien Mérignac | Alphonse Kirchhoffer | Jean-Baptiste Mimiague |

## Ronda preliminar
La ronda preliminar es va disputar el 22 i 23 de maig de 1900. Per a determinar qui passava ronda hi havia un jurat que tenia més en compte l'habilitat i tècnica en el combat que no pas qui era el vencedor real d'aquest.
| Nom                    |
| ---------------------- |
| Xavier Anchetti        |
| Bergès                 |
| Bettenfeld             |
| Bormel                 |
| Borringes              |
| Boulanger              |
| Boulège                |
| Brassart               |
| Brau                   |
| Carrichon              |
| Antonio Conte          |
| François Delibes       |
| Dizier                 |
| Michel Filippi         |
| Fontaine               |
| Gauthier               |
| Haller                 |
| Alphonse Kirchhoffer   |
| Laborderie             |
| Lucien Largé           |
| Georges Lefèvre        |
| Lemoine                |
| Charles Marty          |
| Lucien Mérignac        |
| Métais                 |
| Millet                 |
| Jean-Baptiste Mimiague |
| Montuel                |
| Muller                 |
| Pantin                 |

| Nom                   |
| --------------------- |
| Léopold Ramus         |
| Raynaud               |
| Ringnet               |
| Jules Rossignol       |
| Adolphe Rouleau       |
| Sabouric              |
| Samiac                |
| Italo Santelli        |
| Pierre Selderslagh    |
| Ernest Tassart        |
| Cyrille Verbrugge     |
| Viquier               |
| Yvon                  |
| Bersin                |
| Jens Peter Berthelsen |
| Bouard                |
| Brun-Biusson          |
| Coquelin              |
| Coudurier             |
| Daussy                |
| F. Després            |
| Dizier                |
| Márton Endrédi        |
| L. Garnoty            |
| Jolliet               |
| Masselin              |
| Pietory               |
| Plisson               |
| Léon Thiércelin       |
| Wineuwanheim          |

## Quarts de final
La segona ronda, que segueix els mateixos criteris de selecció que a la primera, es va disputar el 24 de maig. Els 10 primers tiradors es van classificar directament per a les semifinals, mentre que la resta passaven a la repesca.
| Nom                    |
| ---------------------- |
| Antonio Conte          |
| Alphonse Kirchhoffer   |
| Lucien Mérignac        |
| Jean-Baptiste Mimiague |
| Léopold Ramus          |
| Jules Rossignol        |
| Adolphe Rouleau        |
| Italo Santelli         |
| Pierre Selderslagh     |
| Cyrille Verbrugge      |
| Xavier Anchetti        |
| Bergès                 |
| Bormel                 |
| Borringes              |
| Boulanger              |
| Boulège                |
| Brassart               |
| Brau                   |
| Carrichon              |
| François Delibes       |
| Dizier                 |

| Nom             |
| --------------- |
| Michel Filippi  |
| Fontaine        |
| Gauthier        |
| Haller          |
| Laborderie      |
| Lucien Largé    |
| Georges Lefèvre |
| Lemoine         |
| Chares Marty    |
| Métais          |
| Millet          |
| Montuel         |
| Muller          |
| Pantin          |
| Raynaud         |
| Ringnet         |
| Sabouric        |
| Samiac          |
| Ernest Tassart  |
| Viquier         |
| Yvon            |

### Repesca
La repesca es va disputar el 25 de maig. El jurat continuava decidint qui passava de ronda. Sis tiradors passaven a la final.
| Nom              |
| ---------------- |
| Boulanger        |
| Michel Filippi   |
| Haller           |
| Lefèvre          |
| Lemoine          |
| Millet           |
| Xavier Anchetti  |
| Bergès           |
| Bettenfeld       |
| Bormel           |
| Borringes        |
| Boulège          |
| Brassart         |
| Brau             |
| Carrichon        |
| François Delibes |
| Dizier           |

| Nom            |
| -------------- |
| Fontaine       |
| Gauthier       |
| Laborderie     |
| Lucien Largé   |
| Charles Marty  |
| Métais         |
| Montuel        |
| Muller         |
| Pantin         |
| Raynaud        |
| Ringnet        |
| Sabouric       |
| Samiac         |
| Ernest Tassart |
| Viquier        |
| Yvon           |

## Semifinals
Els 16 tiradors classificats per a les semifinals es distribueixen en dos grups de vuit. Cada grup competia tots contra tots entre el 27 i 28 de maig, classificant-se per a la final els quatre primers classificats de cada grup. La resta disputava la final de consolació.
| Semifinal A | Semifinal A          | Semifinal A | Semifinal A |
| Posició     | Nom                  | Victòries   | Derrotes    |
| ----------- | -------------------- | ----------- | ----------- |
| 1           | Lucien Mérignac      | 7           | 0           |
| 2           | Alphonse Kirchhoffer | 6           | 1           |
| 3           | Antonio Conte        | 5           | 2           |
| 4           | Léopold Ramus        | 4           | 3           |
| 5           | Haller               | 2           | 5           |
| 5           | Lemoine              | 2           | 5           |
| 7           | Millet               | 1           | 6           |
| 7           | Cyrille Verbrugge    | 1           | 6           |

| Semifinal B | Semifinal B            | Semifinal B | Semifinal B |
| Posició     | Nom                    | Victòries   | Derrotes    |
| ----------- | ---------------------- | ----------- | ----------- |
| 1           | Adolphe Rouleau        | 7           | 0           |
| 2           | Jean-Baptiste Mimiague | 6           | 1           |
| 3           | Jules Rossignol        | 5           | 2           |
| 4           | Italo Santelli         | 4           | 3           |
| 5           | Pierre Selderslagh     | 3           | 4           |
| 6           | Boulanger              | 1           | 6           |
| 6           | Michel Filippi         | 1           | 6           |
| 6           | Georges Lefèvre        | 1           | 6           |

## Final de consolació
La final de consolació es va disputar el 29 de maig. Els darrers quatre semifinalistes de cada semifinal hi prenien part per lluitar de la 9a a la 16a posició.
| Posició | Nom                |
| ------- | ------------------ |
| 1 (9è)  | Haller             |
| 2 (10è) | Pierre Selderslagh |
| 3 (11è) | Lemoine            |
| 4 (12è) | Georges Lefèvre    |
| 5 (13è) | Boulanger          |
| 6 (14è) | Millet             |
| 7 (15è) | Cyrille Verbrugge  |
| 8 (16è) | Michel Filippi     |

## Final
La final es va disputar el 29 de maig. El format fou de tots contra tots entre els 8 millors tiradors. Els empats es van solucionar amb un enfrontament extra. S'ignoren els resultats individuals dels diferents tiradors.
| Posició | Nom                    | Victòries | Derrotes |
| ------- | ---------------------- | --------- | -------- |
| Or      | Lucien Mérignac        | 6         | 1        |
| Plata   | Alphonse Kirchhoffer   | 6         | 1        |
| Bronze  | Jean-Baptiste Mimiague | 4         | 3        |
| 4       | Antonio Conte          | 4         | 3        |
| 5       | Jules Rossignol        | 3         | 4        |
| 6       | Léopold Ramus          | 2         | 5        |
| 7       | Italo Santelli         | 0         | 7        |
| 8       | Adolphe Rouleau        | 3         | 4        |